# 青茶香
青茶香（学名：Ilex hanceana）是冬青科冬青属的植物，是中国的特有植物。分布于中国大陆的广东、海南、香港、福建等地，生长于海拔950米至1,800米的地区，一般生长在山坡灌木中，目前已由人工引种栽培。

## 别名
青茶冬青（海南及广东沿海岛屿植物名录）